# Harold Ford, Jr.
Harold Eugene Ford, Jr. (født 11. maj 1970 i Memphis, Tennessee) er en amerikansk politiker. Han er medlem af Det Demokratiske Parti. Medlem af Repræsentanternes Hus fra Tennessees 9. kongresdistrikt siden 1997. Søn af borgerrettighedsaktivisten og tidligere kongresmedlem Harold Ford, Sr.
Ford var kandidat til det amerikanske senat i 2006, men tabte snævert efter en valgkamp, hvor hans republikanske modstandere blev kritiseret for at have brugt racistiske kampagnemetoder.

## Uddannelse
Harold Ford gik i skole på den fine privatskole St. Albans School for Boys i Washington D.C. (det samme sted som bl.a. Al Gore, John Kerry, Evan Bayh og Prescott Bush (den nuværende præsident Bushs farfar) har gået). Ford har en kandidatgrad fra University of Pennsylvania i 1992 og en juridisk aksamen fra University of Michigan i 1996.

## Kongresmedlem
Harold Fords far besluttede i 1996, at han ikke ville genopstille til en 12. periode i Repræsentanternes Hus, og selvom sønnen på dette tidspunkt stadigvæk gik på universitet i Michigan, valgte han at stille op og blev valgt i et distrikt, hvor flertallet af indbyggerne er sorte. Ford er blevet genvalgt fire gange uden nævneværdig modstand.
I 2000 var det Harold Ford, Jr. der holdt hovedtalen på det demokratiske konvent i Los Angeles, der nominerede en anden politiker fra Tennessee, Al Gore, som partiets præsidentkandidat.
Ford har i kongressen haft en rimelig midtsøgende politisk stemmeafgivning, bl.a. har han støttet forslag, der vil begrænse abort og talt for et forfatningstillæg, der vil forbyde homoseksuelle at blive gift. Ford er medlem af en gruppe af konservative demokrater, der kaldes Blue Dog Coalition, gruppen består primært af demokratiske kongresmedlemmer fra Sydstaterne og Californien.
I 2002 forsøgte Ford at blive valgt til mindretalsleder, dvs. gruppeformand/politisk ordfører, efter Dick Gephardt. Han tabte til den mere ventreorienterede Nancy Pelosi i et kampvalg.

## Links
- Fords officielle hjemmeside Arkiveret 15. marts 2006 hos  Wayback Machine
- Fords kampagnehjemmeside